# タントラ
タントラ（तन्त्र Tantra）とは、

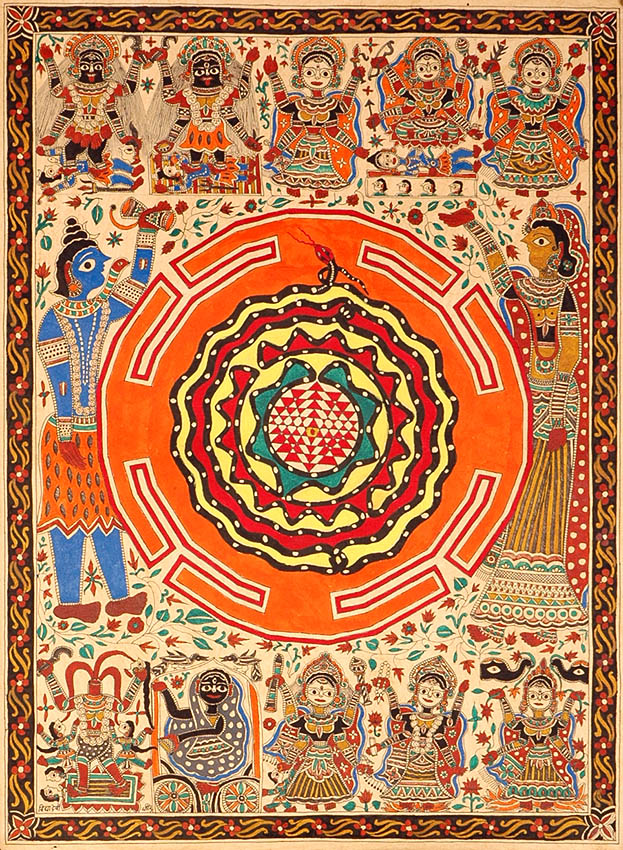
ヒンドゥー教のシュリー・ヤントラの図像

1. ヒンドゥー教においては、神妃（シヴァ神妃）になぞらえられる女性的力動の概念シャクティ（性力）の教義を説くシャークタ派の聖典群の通称[1]。タントラ (ヒンドゥー教の文献)（英語版）
2. 仏教においては、中世インドの主に8世紀以降に成立した後期密教聖典の通称[2]。広く密教聖典全般をタントラとみなす場合もある。タントラ (密教の文献)（英語版）
3. インド亜大陸、南アジアにおける思想実践としてのタントラ。タントリズム、タントラ教。タントラ (南アジアの思想潮流)（英語版）。学術的な議論においては、遅くても7世紀以降の、仏教、ヒンドゥー教、ジャイナ教の伝統に共通する特定の宗教的教義と実践を指す[3]。非常に定義が困難だが、大まかに言うと、ウパニシャッドの梵我一如に表される大宇宙と小宇宙の相関符合の神秘思想によって世界観が基礎づけられたもので、ヴェーダ的な伝統を受け継ぎつつも、軽視あるいは否定する面を持ち、絶対的最高原理を認め、これと融合・合一することで生前解脱することを目指し、現世を肯定し自在に支配しようという、全体として秘儀的な教義と実践の体系である[4]。その実践は、肉食、飲酒、下のカーストの相手とのセックス等、主流社会では通常禁止された行為を含み、過激で危険な実践であるとされた[3]。
4. 3 の伝統的なタントラを近現代の西洋で再解釈・再パッケージした「スピリチュアルなセックス」[5][6]。強烈な肉体的充足と霊的・精神的超越の両方に性的オーガズムを利用すること[6]。セックスと瞑想を融合したエキゾチックでエロティックな慣習[5]。

本記事では便宜的に、聖典を指す場合はタントラ、思想実践を指す場合はタントリズムと表記する（「ネオタントラ」等の複合語は除く）。

## 概要
スートラは糸を意味し、「経」（縦糸）と漢訳されたが、これに対してタントラはサンスクリットで織機（はた）、縦糸、連続などを意味し、経典（経）に表れない秘密を示した典籍であることを含意する。チベット仏教では「連続」（相続）として定義され、ある種の密教の教えが記された聖典を指す言葉として用いられる。
タントラという宗教文献の存在は、インドを訪れたキリスト教の宣教師によって18世紀末頃に西洋に紹介された。今日、欧米の研究者らは、タントラ、タントリズムという用語をヒンドゥー教、仏教、ジャイナ教の各宗教の一部にみられるある種の汎インド的宗教形態を指す言葉として用いている（学的操作概念であり、タントリズムの従事者が自らをそう呼んでいるわけではない）。タントラはタントリズムの文献であると言えるが、仏教のタントリズムである密教の聖典がみなタントラと名付けられているわけではない。ヒンドゥー教の一派であるシャークタ派の聖典はタントラと通称されるが、ヒンドゥー教タントリズムの文献がすべてタントラと呼ばれるわけではない。
通説ではタントリズムは7 - 8世紀に成立したと考えられているが、ヴィシュヌ派に属するパンチャラートラ派の最古のサンヒターの成立年代や、タントリズム的要素を多く含む仏教の密教仏典の漢訳年代も考えると、5世紀までさかのぼる可能性があり、思想や儀式が洗練されて普及し文献にまとめられた期間を考慮すると、文献成立よりさらに古い可能性がある。ヒンドゥー教のタントラ文献と、密教の文献は同時期に成立している。
西洋では聖典を指すタントラという言葉から、後にタントリズム（タントラ教）という言葉が生まれた。タントラは、思想潮流を指す言葉としても使われており、諸聖典を指してのタントラが、思想潮流としてのタントリズムという言葉の元になっている。思想としては、正統派ヒンドゥー教とは別種の救済、解脱の道を説き、シャクティを重視する秘儀的な潮流、霊的方法論で、のちに仏教、チベット仏教において密教（秘密仏教、タントラ仏教、仏教タントリズム）として発展した。タントラは転じて教義一般を指す普通名詞になったため、思想としてのタントラ（タントリズム、タントラ教）は、特定の思想体系を意味するものではない。思想としてのタントラは、タントラ文献によって代表される思想体系あるいは特定の学派のみを指すわけではない。タントラと呼称される文献が全てタントリズムの聖典であるとは限らず、「サンヒター」「アーガマ」「スートラ」など「タントラ」以外の名で呼ばれる文献にも、タントリズムの性格を有するものが多くある。
アメリカのインド学者デイヴィッド・ゴードン・ホワイトは、タントリズム的実践や儀礼が行われていた地域として南アジア、チベット、モンゴル、中国、韓国、日本、カンボジア、ミャンマー、インドネシアなどを挙げ、タントリズム的諸神格が汎アジア的に信仰されていたことから、ヒンドゥー教・仏教・ジャイナ教にそれぞれ別個にタントリズムが存在したというよりむしろ、前近代のアジアの諸宗教では、各宗教のタントリズム的ヴァリエーションという形で、宗教横断的に「タントラ（タントリズム）」という伝統が存在していたのだと説明している。
現代の西洋人にとっては、南アジアの伝統的なタントリズムを近現代の西洋で再解釈・再パッケージした「スピリチュアルなセックス」であり、インドやチベット発祥の、セックスと瞑想を融合させた、エキゾチックでエロティックな、興奮させられる慣習である。支持者は「エクスタシーのカルト」として称賛し、性と霊性の理想的な融合であり、慎み深く抑圧的な現代の西洋を正す待望の教えであるとしている。

## 聖典（タントラ）

### ヒンドゥー教シャークタ派の聖典群
中世インドの、シヴァ神妃のシャクティを崇拝するヒンドゥー教シャークタ派の諸宗派の聖典の総称。一般的には、ヴィシュヌ派、特にパンチャラートラ派のサンヒター、シヴァ派に属するシャイヴァ・シッダーンタ派（聖典シヴァ派）のアーガマ、シャークタ派のタントラなどを指して「タントラ文献」と称する。内容としては、①理論的教義、②ヨーガ、③神殿の建立・神像の製作など、④宗教的儀式を説明・規定する四部より成り、実践行法に関する規則、神を祀る次第や具体的方法が述べられているが、最後の部が大部分を占めるものもある。シャクティの化身である女神を理論的に位置づけ、ヨーガの実修が古くから説かれた。
シャークタ派の聖典はインドで 800年前後（ある種のタントラ文献は7世紀）に作られたと考えられ、64種あるいは192種あるとされる。

### 仏教の密教の聖典群
密教はインドにおいて3世紀頃から徐々にみられるようになり、13世紀前半頃まで1000年程栄えた。 初期密教(3-7世紀頃）では、陀羅尼などの一種の呪文を説く儀軌や経典が多く作成されており、除災招福といった現世利益を目的とする呪術的儀礼が行われた。中期密教(7-8世紀頃）では、マントラを唱え印を結び、尊格と合ー（ヨーガ）することを目指す観想法が完成をみた。後期密教(8-13世紀前半頃）では儀礼などの実践面で、性的な要素や不浄物の摂取というそれまでの仏教の枠組みを超えた内容や、クンダリニー、ナディー（脈管）といった疑似生理学的な要素のあるヨーガが導入された。これらの聖典がタントラとも呼ばれ、関連する儀軌などが多く作成された。ヨーガ行者はタントラを、現世において仏となるという最終的に目指す境地、及び現世利益を志向して行った。
タントラは仏が説いたものとされ、よって作者名はない。タントラは礼拝の対象でもある。
タントラは伝播した地域が限られ、他の仏教文献に比べ漢訳が非常に少なく、また内容には特異な面があり忌避されることが多く、古来から研究されることが稀だった。非器の者（その器でない者）を排除するために、隠語の機能を備えた密意語（saṃdhyābhāṣā、たそがれの言葉、含みをもった言葉）という特殊な術語が使用され、暗号の様に用いられる語もみられ、単純に読んだだけでは正しい内容を理解することができない。そのためインド後期密教研究は、近現代の学者たちが膨大なテクスト研究を行いその蓄積を経て、近年飛躍的に進展した。タントラは膨大な量があり、未だ研究が不十分なものも少なくない。

#### 分類法

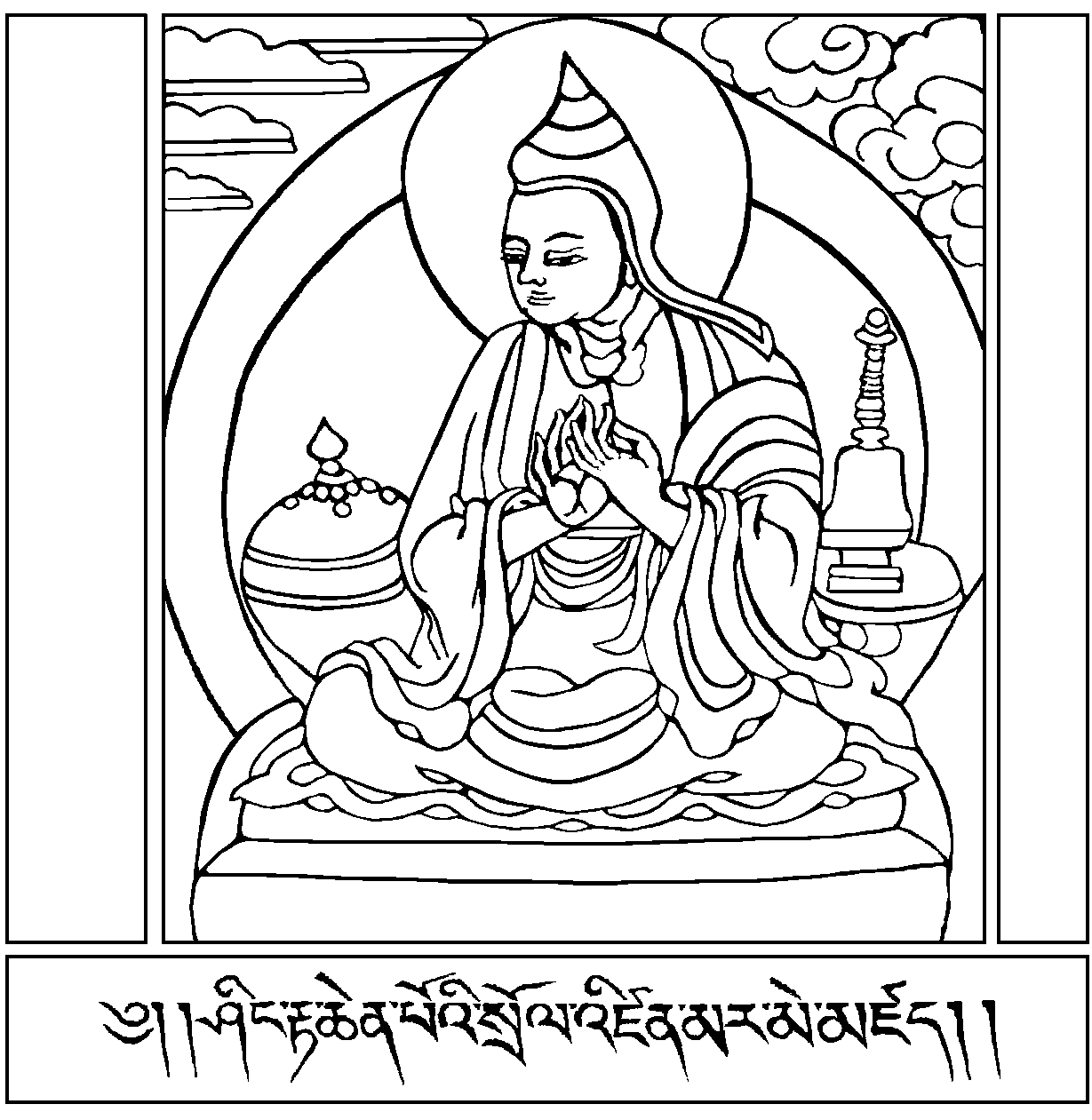
アティーシャ

根本タントラとは、タントリズムの実践者たちの集団の基本的な思想が説かれた文献で、その続編が続タントラである。釈タントラは、根本タントラを註釈し、各々の主題を敷衍して説く。註釈書では、このようなタントラが解説される。
インド密教を分類する方法として、初期密教・中期密教・後期密教という分類以外に、所作（kriyā（クリヤー〕）タントラ、行（caryā〔チャルヤー〕）タントラ、瑜伽（yoga〔ヨーガ〕）タントラ、ヨーギニータントラという四分法と、所作タントラ、行タントラ、ヨーガタントラ、ヨーゴーッタラタントラ（ヨーガタントラ中上位のクラスの意）、ヨーガニルッタラタントラ（ヨーガタントラ中最上のクラスの意。別名ヨーギニータントラ）という五分法があり、ヨーギニータントラ、ヨーゴーッタラタントラ、ヨーガニルッタラタントラが後期密教に相当する。こうした五分法は、密教経典を主要に説かれるトピックが「外的な実践」か「内的なヨーガ」であるかで分ける考え方が背景にあり、所作タントラ、行タントラが「外的な実践」、ヨーガタントラ、ヨーゴーッタラタントラ、ヨーガニルッタラタントラが「内的なヨーガ」を主要なトピックとして説く経典であり、こうした分類はタントラ成立の歴史的な発展過程とおおよそ対応する。
所作タントラから順次レベル、秘密度が上がり、ヨーガニルッタラタントラが最高レベルの経典とみなされている。所作タントラはいわゆる雑密に対応し、外的儀礼を規定し、陀羅尼経典なども含まれる。行タントラは『大日経』、瑜伽タントラは『金剛頂経』、ヨーゴーッタラタントラは『秘密集会タントラ』が代表的経典である。ヨーガニルッタラタントラには、『カーラチャクラ・タントラ（時輪タントラ）』、サンヴァラ系のタントラ群、『ヘーヴァジュラ・タントラ』などが配されている。
タントラ分類法は、概説書ではチベットの学僧プトゥンによる所作・行・瑜伽・大瑜伽（無上瑜伽〔蔵: rnal 'byor bla med〕、無上瑜伽父タントラと無上瑜伽母タントラ）という四分類が見られることが多いが、静春樹によると、近年の目まぐるしい研究の進展の中で、インドの典籍をより正確に反映した所作・行・瑜伽・無上瑜伽（アヌッタラヨーガタントラ）・般若母の五分類が受け入れられてきている。静春樹は、瑜伽タントラから展開した無上瑜伽タントラが仏教界で市民権を得るのと平行し、ヨーガ行者たちがシヴァ派の母神崇拝を仏教に合わせて変換し実践内容を取り入れ、仏教理論で上書きし換骨奪胎する過程で般若母タントラ群が出現したと述べている。
なお、種村隆元は分類の呼称について、「アヌッタラヨーガタントラ」という言葉はサンスクリット語の文献になく、前世紀の学者が行ったチベット語からサンスクリット語への逆翻訳によって流布したと考えられ根拠がなく、また「ヨーガニルッタラ」は「ヨーガタントラというカテゴリーの中で上位のもの」という意味で「最高」「無上」を意味しないので、チベット語の訳として「無上瑜伽」という日本語を用いると「ヨーガニルッタラ」の意味が打ち消されてしまうと注意を促している。
インド密教におけるタントラ分類法は数も階梯の捉え方も多岐に渡っており、インドのブッダグヒヤ（8世紀初頭）の『上禅定品広釈』では二分法（クリヤー、ヨーガ）、『大日経』の解説書である『大日経広釈』では三分法（クリヤー、チャルヤー、ヨーガ）である。また、ヴィラーサヴァジュラ（8世紀頃）の Nāmamantrārthāvalokinī では三分法（クリヤー、チャルヤー、ヨーガ）、ブッダシュリージュニャーナ（8-9世紀）の『大口伝書』では四分法（クリヤー、チャルヤー、ヨーガ、マハーヨーガ）、ジナダッタの『秘密集会難語釈』では四分法（クリヤー、チャルヤー、ヨーガ、ヨーガニルッタラ）、ムニシュリーバドラの Pañcakramaṭippaṇī では四分法（クリヤー、チャルヤー、ヨーガ、ヨーギニー）、Jñānavajrasamuccaya（四大釈タントラのひとつ）では五分法（カルパ、クリヤー、チャルヤー、ウバヤ、マハーヨーガ）、ラトナーカラの Muktāvalī では五分法（クリヤー、チャルヤー、ヨーガ、ヨーゴーッタラ、ヨーガニルッタラ）、10世紀に成立したと考えられる『智金剛集タントラ』では、五分法（クリヤー、チャルヤー、カルパ、ウバヤ、マハーヨーガ）、ヴァナラトナ（14-15世紀）の『ラハスヤディーピカー』では五分法（クリヤー、チャルヤー、ヨーガ、マハーヨーガ、ヨーギニー）、アティーシャ（後にチベットを訪問）の『菩提道燈難語釈』（11世紀）では七分法（クリヤー、チャルヤー、ヨーガ、カルパ、ウバヤ、マハーヨーガ、ヨーガニルッタラ）である。この分類はインドの経典においては最も一般的なものであるが、他にもさまざまな分類が乱立しており、学僧、学者の間で統一された分類というものはない。

##### チベット

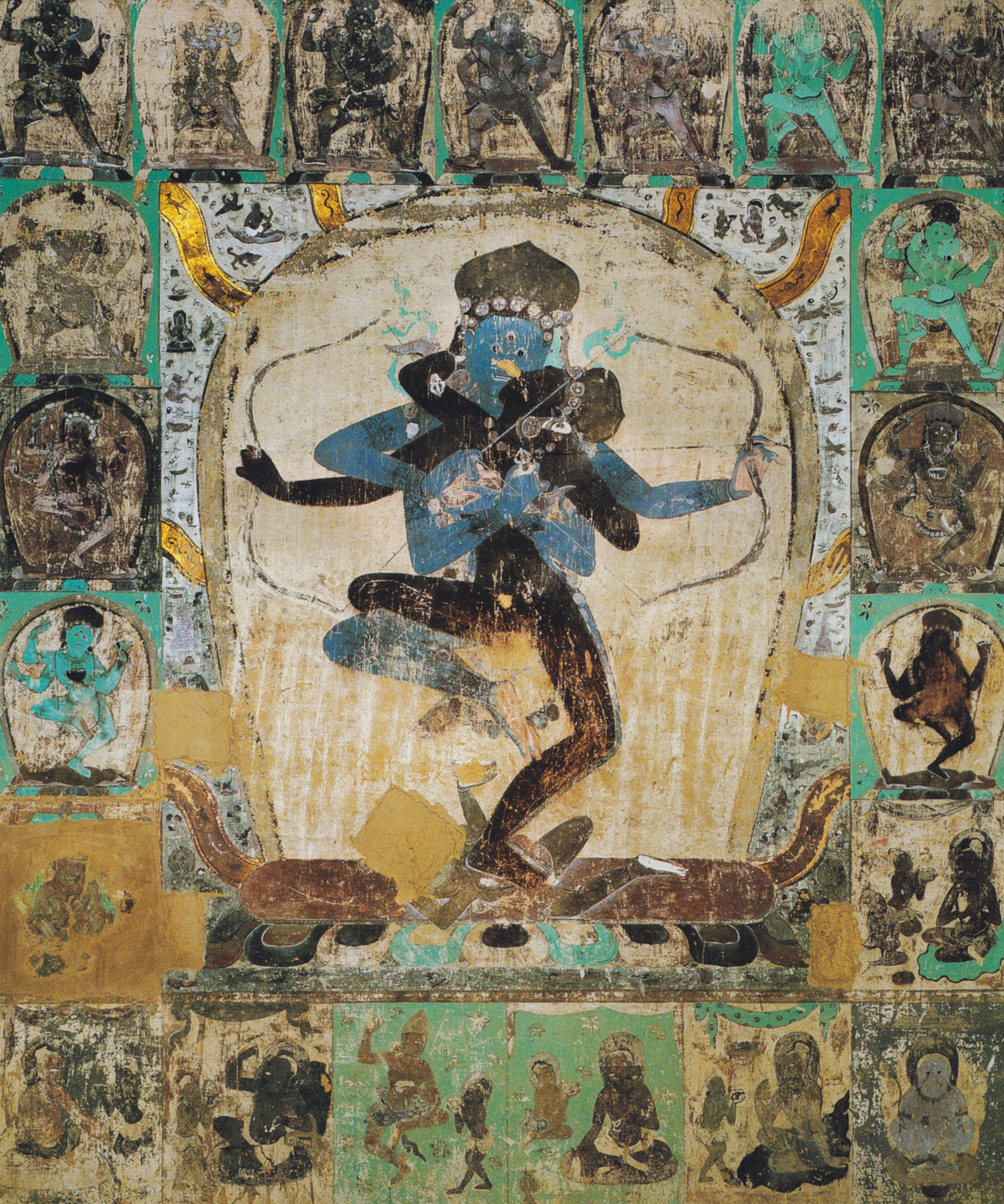
敦煌の洞窟のチベット密教のヤブユムの壁画

インド密教が伝わったチベットでは、新訳派のプトゥン（1290-1365）などの学僧によるインド密教の四分法もあり、所作タントラ（所作：蔵: bya ba)、行タントラ（行：蔵: spyod pa）・瑜伽タントラ（ヨーガ：蔵: rnal 'byor)、無上瑜伽タントラの四つに分類され、このうち無上瑜伽タントラが後期密教に相当する。これは歴史の中で少しずつ作られていったもので、なぜこの4種なのか、という点に関しては宗派により説明が異なる。プトゥンは無上瑜伽タントラを、方便・父タントラ、般若・母タントラ、双入不二タントラの3つに分類しており、方便・父タントラには秘密集会タントラなど、般若・母タントラにはヘーヴァジュラ・タントラやチャクラサンヴァラ・タントラなど、双入不二タントラには時輪タントラが配されている。
12世紀のサキャ派の学者ソナムツェモは、タントラを4つに分類した理由の解説を試みている。ソナムツェモは、インド宗教への信仰、顕教の教え、人の執着を満足させる方法のそれぞれが4種に分類可能であり、タントラ4種はそれぞれに対応するためにあるのだと説く。
13世紀にプトゥンは、4種タントラが、断じるべき執着、インドの社会カースト、断じるべき煩悩、修行者の能力、一時的な薫習、時代を考慮して分類されていると述べている。
14世紀、ゲルク派の祖であるツォンカパは、『真言道次第大論』の中で顕教と密教を比較解説し、ソナムツェモの解説に対する批判を試みている。ツォンカパは『サンプタ・タントラ』に「笑う、見る、手と手を繋ぐ、抱く」の4種の煩悩があるとされていることを根拠に、これらの煩悩を菩提への道として転用するためにタントラが存在するのだと説く。
ニンマ派には「九乗の宗義」という教義体系があり、ニンマ派の教義の大成者ロンチェンパ（1308-1363）による九乗の一部はプトゥンによるタントラの四分類法（四種タントラ）と対照関係にある。小の乗である①声聞乗②縁覚乗③菩薩乗、中の乗である④クリヤー乗⑤ウパ乗⑥ヨーガ乗、大の乗である⑦マハーヨーガ乗⑧アヌヨーガ乗⑨アティヨーガ乗のうち、④から⑧がそれぞれ所作タントラ、行タントラ、瑜伽タントラ、無上瑜伽父タントラ、無上瑜伽母タントラに対照される。ニンマ派の教義の特長のひとつにゾクチェン（大究竟）の教えがあり、アティヨーガ乗がゾクチェンである。

## 思想潮流（タントラ/タントリズム）

### ヒンドゥー教
タントラ文献は、ヴェーダ聖典とはかかわりなく、ヒンドゥー教の神々によって直接啓示されたとされ、ヴェーダとは異なる儀礼、救済、解脱の道を説く。タントラは、カーストや男女の差別を排し、原則としてすべての人に開かれた、より安易な解脱の道を示し、荘厳重厚で閉鎖的なヴェーダやウパニシャッドと対照をなす。ウパニシャッドや原始仏教の厭世・隠遁を良しとする世界観とは異なり、厭世を条件としておらず、この世の生を肯定するタントリズムの大前提は、古いヴェーダの明るく大らかな世界観を受け継ぐものである。タントリズムの初期の歴史ははっきりしないが、5-6世紀頃にヒンドゥー教のシヴァ信仰、シヴァ派の伝統の中で生まれたようである。
一般的にタントリズムの伝統は、ヒンドゥー教のヴェーダの伝統の儀式や、ヒンドゥー教、仏教、ジャイナ教の禁欲的伝統の瞑想から広範囲に取り入れている。しかし、ヴェーダの伝統における儀式的清浄や、ヒンドゥー教、仏教、ジャイナ教における放棄・自制の重視を否定する傾向があり、これに代わり解脱への道として、世界や感覚との関わりを主張する傾向がある。タントリズムでは、紀元前5 - 3世紀にかけて確立した厭世、現世放棄主義による「主体の否定」に対する反動として生じたと考えられており、「我」は幻想であるという考えに対し、現実に苦しみの主体として実感される「我」が我でありながら救済されることが目指され、我は人格神である絶対者（例えばシヴァ神）の限定された一部である、という形で救済が理論化された。ここで言う絶対者は梵我一如におけるブラフマンのような非人格的存在ではない。
自らの経験を通じて最高真理を知る道であり、神と一体になるために儀式に参加することが重視された。公開された儀式だけではなく、多くの非公開の儀式があり、それはグルを通して明かされる。真理を得るために、男女に代表されるすべての統一が必要とされ、シヴァと神妃、リンガ（男性器すなわちシヴァ）とヨーニ（女性器すなわち神妃）の統一という考えから、性儀式が生じ、性愛または性交を通じて宇宙の最高真理を認識することが目指された。
ヒンドゥー教タントリズムの主な関心事は生前解脱と現世の享受であり、行者は超越者と同化しながら自己の内にそれを取り込み、世界の生成消滅をコントロールし、自己だけでなく宇宙全体の主になることを目指した。従来のインドの宗教における主体性の放棄の姿勢に対して主体性の回復という側面があり、自己はその「欲望する主体」としての価値が回復されるが、単なる現世肯定ではなく、修行の過程では、瞑想において「これは自己ではない」という徹底的な自己否定がなされ、その積み重ねの果てに、真の我としての人格神である絶対者が見いだされる。
タントリズムで重要な概念にシャクティの概念があり、これは宇宙だけでなく個体に生命あらしめる原動力で、神の属性とも、一様相ともされる女性原理である。二元論のサーンキヤ哲学同様に、宇宙の最高原理である神は永遠不滅で自らは活動しないとし、神妃になぞらえられるシャクティが宇宙の生成消滅を司った。シャクティは、最高女神から下は魔女、妖精まで女性に帰せられ、人間の緊縛も解脱もその中にあるとされる。シャクティは解脱の障碍にも宇宙支配の手段ともなり、なだめ支配する必要があるとされ、これは性の謳歌に通じた。一方、退廃の危険性をはらみ、淫乱・狂操という性格も持っていた。人間を生贄にする人身供犠のような、血なまぐさく陰惨な側面もみられた。
宇宙全体の主になりコントロールするという考えから、治病、蘇生、占星術、魔法などの俗信的要素とも結びついた。神通力・神秘力の体得がもてはやされ、特有の行法の秘儀・神秘的人体学が発達した。こうした神秘的な人体生理学は、古くヴェーダの神学者が祭式を宇宙のめぐりの象徴としてみたように、個人の生命力を宇宙のエネルギーと同一視し、そこに人間を参加させるものである。宇宙生命力としてのプラーナが、人体のナーディー（脈管）を循環し、チャクラに集約されると考えられた。ヨーガが真理に到達するための主な方法のひとつである。ヨーガによって会陰部のムーラダーラ・チャクラのクンダリニー女神（プラーナ（気）、シャクティ（明妃）、ビンドゥ（精滴）とも。仏教タントリズムの場合はボーディチッタ（菩提心）とも）を目覚めさせ、頭頂のサハスラーラのシヴァ神と合一することで法悦に浸るとされ、このヨーガに関連して、マンダラ、ヤントラ（聖なる幾何学模様）、チャクラ、ムドラー（印契）といった神秘的道具、附属物が考案され、グルによる入信聖別式は秘密性を深めた。秘儀性は常識を超えた社会的禁忌へと接近させ、肉食、飲酒、乱交の勧めともなった。
仏教学者の津田真一は、インド密教の「般若・母系タントラ」に分類される『ヘーヴァジュラ・ラントラ』とサンヴァラ系密教は、インド中世社会の裏面に存在した（と推定される）魔女崇拝的なカルト「尸林（屍林）の宗教」（津田の造語）を採り入れたと考え、その宗教について次のようの説明している。
彼女ら（インド中世社会の裏面に存在した（と推定される）魔女崇拝的なカルトで、その儀礼の基盤を形成している一種の鬼女であるダーキニー（荼枳尼）あるいはヨーギニー（瑜伽女））は現実にはインド各地に点在するそのカルトの聖地・巡礼地（それをpithaという）に土着の（ksetraja）賤種階級に属する女たちであり、その階級に特有の、空中飛行等の魔術的な能力（siddhi）と、そして異常なる性的能力を所有している（と想像されている）。彼女らは特定の祭礼（メーラー、mela）の夜間、尸林（smasana）、すなわち、地域の共同の墓所、火葬所ないし屍体遺棄所に集会してグループ（cakra、輪（りん））を形成し、肉食（時には人肉をも）、飲酒、奏楽歌舞して一種の狂宴（オルギー）を現出する。そのオルギー的儀礼の中心をなすものは、尸林の（賤種に対応する）シヴァ神たるバイラヴァ（Bhairava）と同視される男性行者（外来の「勇者」viraすなわち、virileなる、瑜伽（ヨーガ）に熟達した指導者）を中央に囲んで行う集団的な性交（samayoga）であり、それによってその場にこの世のものならぬ快楽の状態を現出する。
こうした尸林（墓地）で行われた性ヨーガと酒宴を伴う共食の儀礼は、ガナチャクラ（聚輪）と呼ばれる場合もある。津田は、この邪教的な儀式の意味は、神話によって次のように説明されると述べている。シヴァ神の貞淑な妻サティーは夫の名誉のために焼身自殺し、妻の死に激怒し暴れ狂うシヴァ神を見かねたヴィシュヌ神は、死んだサティーの身体をバラバラに切断し世界にばらまき、この身体の部位が落下したところが聖地ピータ（pltha）である。尸林での儀礼において、ピータはダーキニーたちの「座」であり、座にある彼女たちは切断され地上に落下したサティーの身体の部分である。彼女たちが儀式でこの世のものならぬ快楽サンヴァラによって統合されることは、「それはサティーが生き返ったこと、世界の存在性がその善き、美しき局面において回復されたことを意味し、またそれは、他面において世界の意味としての神がsivaなる（吉祥なる、恵み深き）ものとして新たに生成したこに他ならないのである。」
12-13世紀にはタントリズムの影響下で、ヨーガの密教版ともいえるクンダリニーの重要性を説くヨーガが生まれ、ハタ・ヨーガ、クンダリニー・ヨーガと呼ばれた。ハタ・ヨーガは体位坐法・調息法・ムドラーなどの身体的修練を重視し、プラーナ（気）の流れを論じ、肉体の限界に挑み、さらに超能力の獲得や神秘体験も目指される。その人体生理学は、シヴァ派のタントリズムや仏教タントリズム（密教）、『バルド・トェ・ドル（チベット死者の書）』の説と共通点が多い。
伝統的なタントリカ（タントリズム入信者）の修行は秘密主義的であり、社会的なものごとを真っ向から拒絶する（そのため外部からの想像力を誘う面がある）。タントリズムの倫理は、バラモン教の正統性に逆らうことが特徴となっており、タントラ・ヨーガの実践だけでなく、人生の選択においても、退行や逆行、逆転が重要となる。これは、日常的な俗世間の現実を、流れに逆らうことで変容させ超越するというもので、俗世間は逆さまな（混乱した）ものであり、逆転させることによってのみ正されるとする。
世間の人々と関わらないという教えは、パーシュパタ･スートラにまで遡り、修行者たちはさらに、世間の人々に孤独を脅かされないよう、彼らに否定的なイメージを与えるよう教えられている。そのため伝統的なタントリズムのある地域では、彼らは生きた食屍鬼、恐るべき「他者」として想像されている。古典的描写と現代的描写の両方で一般的に、人身御供や人食い、セックスなどを通じて、常に力を求め、規範を拒否する人間として描かれており、どちらも中心にあるのは違反行為である。また、どちらの描写でも、慈悲や愛のないものと描かれる。タントリカは社会規範の外にある恐ろしい他者として描かれているが、現代ではセックスの肯定が強調されることで、ややロマンチックなものになっている。
現代インドにおけるタントリズムへの拒絶や流用は、西洋の東洋学者の影響を受けている。アーリヤ・サマージ（1875年設立）のダヤーナンダ・サラスヴァティーやブラフモ・サマージ（1828年設立）のラーム・モーハン・ローイ等のインドのヒンドゥー教改革運動の活動家・思想家は、古代インドは純粋な一神教であったという西洋人受けするロマンチックな栄光の過去のイメージを持ち、タントリズムや多神教、偶像崇拝を、その次の退廃の時代の産物であると考え否定した。キリスト教の宣教師達はタントリズムに注目し、ヒンドゥー教を汚らわしく血生臭い偶像崇拝の左道として描写し批判した。

### 仏教
仏教もヒンドゥー教のタントリズムの潮流の影響を受け、パーラ朝 (750頃 - 1199頃) の頃に、大乗仏教から秘密仏教、すなわち密教が生じ、盛んになった。無上瑜伽タントラとも呼ばれるインドの後期密教を、俗にタントラ仏教とも言う。デビッド・B・グレイは、仏教コミュニティには古くから在家信者も含まれていたため、僧侶の修道生活や禁欲生活が仏教の全てというわけではなく、仏教のタントリズムの伝統は、より在家信者に適した霊的な道の発展を通じて、僧侶の権威に挑戦したと述べている。
タントリズムの見解では、悟り（菩提）は、一見相反する原理が実は一つだと分かることから生じる。例えば、受動的な概念である空と般若（智慧）は、能動的な悲（カルナー、共感、コンパッション）と方便（ウパーヤ、悟りへと導く巧みな手立て）によって転換・解消されなければならない。この根本的な二極性とその転換・解消は、しばしば性的な象徴によって表現される（ヤブユムなど）。
哲学的に言えば、密教（金剛乗）は、心というものの根本性（唯識）を強調する瑜伽行派（ヨーガーチャーラ）の修行と、相対主義的な原理を究極とする試みを否定する中観派（マーディヤミカ）というインド大乗仏教の流派両方の思想を体現している。内面的な体験を扱う密教経典は、非常に象徴的な言葉を用いて書かれており、その目指すところは、人間にとって最も価値ある体験（と彼らがみなした体験）を、悟りを求める修行者自らの内に呼び起こすのを助けることである。密教はこのように、歴史上の釈迦が仏陀になった悟りの体験を取り戻そうとした。
人間の世界の外側に象徴的な聖なる仏の世界が実在的にあるものとされ、インドの密教では、俗なる世界にいる在家の修行者が聖なる世界の仏と合一することを目指し、具体的な方法として音（マントラ（真言）、お経の朗読）、目（マンダラ（曼荼羅）の熟視）、身振り（ムドラー（印契）、熟慮など）を通じて涅槃（ニルヴァーナ）に達するとされ、最速で涅槃に至る道であるとされた。マントラ、マンダラ、ムドラーは三密行と呼ばれる。密教はマントラ乗（Mantrayana、マントラという乗り物、真言密教）とも呼ばれ、マントラ（真言）は、心が虚構の世界やそれに付随する言葉の世界に迷い込むのを防ぎ、現実そのものを認識し続けるために用いられる。また、Guhyamantrayana という言葉の Guhya（「hidden」の意）は、隠匿ではなく、現実（真実）を自覚するプロセスの無形性を指す。
インドの後期密教では、それまでほとんど行われなかった性的行法や生理的行法が大胆に輸入され、仏の世界の女性原理を般若波羅蜜（仏母、すなわち悟りを生む智恵)とし、般若波羅蜜を生身の女性（大印、マハームドラー mahāmudrā、または明妃、ヴィディヤー vidyā）、特殊な魔術的能力を有するとされ、人身供犠など特異な儀式を行う瑜伽女輪（yoginīcakra）または荼枳尼網（ḍākinījāla）と呼ばれる集会を催す被差別民・アウトカーストの女性（ヨーギニー、瑜伽女、魔女）たちと同置して、彼女らと性的にヨーガ（瑜伽、合一）することで、中性的真実在の現成（悟り）、即身成仏を目指した。性ヨーガによる成仏を唱えたことで、他宗派からは左道密教と呼ばれる事もあるが、その本質は「インド的精神性の原点への復帰」であると考えられる事もある。
仏教学者の津田真一は、インド密教の分類法において無上瑜伽タントラのうちの「般若・母系タントラ」に分類される『ヘーヴァジュラ・ラントラ』とサンヴァラ系密教の本質を、「尸林の宗教」（津田の造語）と規定し、魔女崇拝的なカルトに属するダーキニー、ヨーギニーと呼ばれる賤種階級の女性たちが墓所や火葬所、屍体遺棄所に集まり、外来の男性ヨーガ行者と行う集団的性交の儀式が持つ心理・生理的な強度に仏教徒が着目し、そこに実践の基盤を移して成立させたのが般若・母系タントラであり、彼ら仏教タントリカ達はその快楽の状態をサンヴァラ（samvara、最勝楽）と称し、悟りの境地と同視したと説明している。般若・母系タントラは、一種の鬼女であるダーキニー、ヨーギニー、すなわち「母たち」を般若波羅蜜と同視することで成立している。
インド密教において瑜伽女（ヨーギニー、ダーキニー）は、下級の鬼神を出自としながらも、半女神から至高の存在にまでなった尊格を体現する女性であり、男性ヨーガ行者にとっての理想的な、仏教徒によって教化された従属的な性ヨーガのパートナーとしての女性でもある。行法としての側面から見ると、男性の女性支配が前面に出ることもあれば、男性ヨーガ行者が畏怖する存在として、彼らから自立し優越する瑜伽女という側面もあり、共に母なるもの、般若波羅蜜を具現した存在であるとされ、その女性観は両義的である。儀式において阿閣梨の性ヨーガの相手を務めた女性については、ヨーガに熟達した女性指導者であるとも、または儀式に捧げられた16歳（または12歳から25歳）の若い処女であるともいわれる。文献には、性ヨーガの相手としての大印、明妃について、容姿と年齢の具体的指定が見られる。
密教はその豊富な儀式と瞑想の技法によって、霊的にも世俗的にも強力な力を発揮する霊験あらたかな仏教と捉えられてきた。密教の教典や師はしばしば、密教儀式による国家鎮護が可能であると主張し、それにより、何人もの唐の皇帝に長年仕えた不空のように、支配者の庇護を得ていた。儀式は密教を権威付けた最も重要な要素の一つであり、権力者によって公的に保護され、中世アジアの全土への普及を促進した。インド密教の経典は中国・チベットで皇帝の支援を受けて翻訳されたが、敵を殺害する黒魔術的儀式もある密教は権力に対する潜在的脅威とみなされる可能性があること、密教経典が含む逸脱的レトリックは、政治秩序だけでなく伝統的な道徳体系、ひいては社会秩序に対する脅威とみなされる可能性があることから、権力による検閲と翻訳者による自己検閲が行われ、密教の受容は選択に行われた。中国では仏典の翻訳と帝国との結びつきが非常に強かったが、チベットは10-11世紀までに複数の小規模な地方政体に別れたため、チベットでのタントラの翻訳は政治当局からの監視が弱まった。西チベットの何人かの支配者は、タントラ文献の普及をコントロールしようとして失敗し、チベットでタントラの文献と実践がほぼ制限なく広まる一因となった。
密教はチベット、ブータン、モンゴルで特に発展し、これらの地域では唯一の仏教宗派となり、西洋ではラマ教（ラマイズム）とも呼ばれた。後期密教は中国大陸においてはサキャ派を保護した元王朝など、モンゴル文化圏で支持されたが（モンゴルの仏教）、日本では中期密教の勢力が強く普及しなかった。

### 近現代のタントラ
インド亜大陸で生まれた、主に女神シャクティを崇拝し、社会の精神や規範に反し、多様な象徴を利用し、秘密主義的な特定のグループ内で信仰を共有・伝承する宗教的慣習は、西洋でタントラ、タントリズムと呼ばれ、大部分のヨーロッパの東洋学者、イギリスの植民地当局、ヴィクトリア朝時代のキリスト教宣教師にとっては、性的逸脱と黒魔術の薄暗い宗教として否定的に理解され、「悪魔の乱交」「最も粗野で汚らわしい黒魔術」等と批判された。
神智学者のW・L・ハレや、同性愛権利論者で、性の解放・性科学を説いたエドワード・カーペンターといった西洋思想家の著作も、タントリズム思想の影響を受けている。
多くの仏教やヒンドゥー教のタントリズムの文献に含まれる性的な言説から、西洋ではタントラ、タントリズムという言葉が性愛と包括的に関連付けられているが、これは現代的な現象であり、西洋人が19世紀から現代に至るまでのアジアの宗教的伝統の要素を流用し、変革を試みた結果である。

#### 近代タントリズム研究の父 ジョン・ウッドロフ
ジョン・ウッドロフ（アーサー・アヴァロン）は、近代タントリズム研究の父として知られており、英領インドの裁判官であると同時に、シヴァチャンドラ・ヴィッディヤルナヤ・バッタチャルヤというベンガル地方のグルに帰依したタントリカだった。著作の中で、タントリズムの暴力的イメージを刷新を試み、タントリズムの女性原理を慈悲深いものとして説き、インド哲学のアドヴァイタ・ヴェーダーンタをベースにタントリズムの宇宙論の再解釈を行った。
ウッドロフの著作『シャクティとシャークタ』（1918年。1920年改訂）では、非体系的で網羅的にタントリズムが論じられているが、「母神礼拝」「母神礼賛」「シャクティ崇拝」という女性原理をめぐる儀礼実践が繰り返され、女性原理の「シャクティ」、あるいは、シヴァ神との結合を果たした両性具有者・原理である「シヴァ・シャクティ」を理論の中核に据えている。（同時代のヴィヴェーカーナンダの男性主義的ナショナリズムや、植民地主義イデオロギーの特徴である超男性性（ハイパー・マスキュリニティ）とはかなり対照的である。）
『シャクティとシャークタ』は、「女性のシャーストラ」とも呼ばれる『マハーニルヴァーナ・タントラ（Mahānirvāna-tantra）』の詳細な研究に由来しており、「女神を恐ろしい、暴力的力を持つカーリー女神のイメージとして描写する他のタントラ文献とは対照的に」、タントリズムの女性原理が「無限の憐れみを持つ〔…〕慈悲の蜜の大海」として語られている。これは、ウッドロフの著作が、同時代の植民地主義者や、ベンガル人郷紳層のタントリズム思想への偏見を壊そうとする試みであったことも理由にある。
本書の宇宙論は、アドヴァイタ・ヴェーダーンタの枠組みをベースにしており、シャクティ崇拝、シャークタ派のヨーガ思想における解脱（モクーシャ）は、アートマンと「現実」「全体」「全て」との融合を意味するものであると説明している。
彼のヨーガ論は、ヴィヴェーカーナンダが重視したラージャ・ヨーガ（静的な瞑想）ではなく、「蛇（性欲）の力」であるクンダリニー・ヨーガ（ラヤ・ヨーガ）に依拠したもので、解脱をシヴァ神とパールヴァティー姫神の象徴的結合を身体化したものとみなしている。『蛇の力』（1919年）では、クンダリニー・ヨーガで精液が頭頂に達するウールドヴァレーターにおける「精液」は、「微細な精液」とされ、体外に排出される「粗雑な精液」と区別されており、超ジェンダー的な両性具有的エネルギーとなっている。
社会思想史の研究者間永次郎は、マハトマ・ガンディーは非正統的な独自のブラフマチャリヤ思想を説き実践したが、この思想との関係で、影響を受けたとして唯一個人名を挙げているのがウッドロフであり、青年期の性的トラウマからくる自身の抑圧的なブラフマチャリヤ思想を乗り越え、拡大する哲学的基盤になったと評している。

#### O.T.O.とアレイスター・クロウリーの性魔術
テオドール・ロイスやアレイスター・クロウリー、アメリカ人ヨーガ行者でオカルティストのピエール・バーナードなど、19世紀後半から20世紀初頭のヨーロッパ・アメリカでは、性の解放と肉体の賛美の道としてタントリズムを強く求める人も現れた。カール・ケラーと、テオドール・ロイスが設立した性魔術を行うドイツのオカルト団体・フリーメーソン組織 O.T.O.（東方聖堂騎士団、東方テンプル騎士団）等の近代ヨーロッパの秘教グループや、イギリスのオカルティスト達、アレイスター・クロウリーは、タントリズムを肯定的に再評価した。 O.T.O.の実践の多くは、アメリカの心霊主義者パスカル・ビヴァリー・ランドルフや、ルクソールのヘルメス同胞団などの19世紀の西洋の性魔術の活動から明らかに影響を受けているが、19 世紀の東洋学者によるタントリズムの研究からも大きく影響を受けている。ロイスはタントリズムをあらゆる神秘主義と宗教の最も深遠な源泉と捉え直し、彼以前の多くの東洋学者と同様にタントリズムを性愛と同一視して「性宗教」とみなし、西洋古代の男根崇拝と何ら変わりはないと考えた。ロイスは、タントリズムの性的な実践と自身の新グノーシス主義の霊性を結びつけることで、肉体の本能を否定する抑圧的な道徳に代わる新しい道徳、新しい文明、新しい社会の新時代をもたらしたいと考えていた。
O.T.O.の最も影響力のある指導者は、物議を醸したイギリスのオカルティスト、詩人、小説家のアレイスター・クロウリーで、彼は黄金の夜明け団など様々な西洋の秘教グループに参加し、ヨーガ、仏教の瞑想、タントリズムなどの南アジアの慣習について書いた。彼のタントリズムに関する実際の知識はそれほど深くなく、ほとんどが二次資料から得たものだったが、自身の性魔術の体系とタントリズムの技法に類似点があると考えた。また、自身の性魔術に自慰行為、同性愛を取り入れ、これらは南アジアのタントリズムの伝統とは全く異なるが、20世紀初頭のイギリスでは自慰行為は精神異常を引き起こすと広く信じられており、男色は違法であったため、彼の性魔術の特徴であるタブーの侵害を意図したものだったようである。
聖なるセックスの実践はペイガニズムにも見られ、ペイガニズムの重要な先駆者である魔術師のアレイスター・クロウリーは、意識状態の変化をもたらすために、タントリズムも取り入れて性的呪術を作った。ただし、研究者の岡田明憲は、クロウリーの性魔術とタントラは本質的に無関係であり、クロウリーによる両者の強い関連性の主張は、彼の誤解によるものであると述べている。
クロウリーの信奉者ケネス・グラント（1924 - 2011年）が、クロウリーの魔術とタントリズムの統合の多くを行った。グラントは1960年代・1970年代にクロウリーの著作への注目を復活させ、盛り上がりつつあったカウンターカルチャーと性革命の中でクロウリーの著作はうまく受け入れられた。グラントによるクロウリーの魔術とタントリズムの統合は、その後のほぼ全てのオカルティズムとニューエイジに永続的な影響を与え、今日これらは Left-Hand Path (LHP、左道)として広く知られ、ネオペイガニズム、オカルティズム、現代のサタニズムの実践者によって様々な形で表現・実践されている。グラントは、ヨーガをアメリカに伝えたインド人グルヴィヴェーカーナンダや、ヒンドゥー教改革者達とは全く対照的に、ヴァーマーチャーラ（vāmācāra）をタントリズムの実践の最高の形態とみなした。グラントは、ヴァーマチャーラは酒、肉食、性液など通常は不純として禁じられている物を意図的に摂取することで、人間と神の境界を含む全てのタブー、全ての社会的境界を越えることを目指すものだとみなし、「究極の目的は女神への完全な没入であり、これは時には女神の化身である女祭司との性的結合を通じて達成される」と述べている。
ヴァーマチャーラ・タントラの最も影響力のある推進者の一人に、物議を醸したイタリアの学者ユリウス・エヴォラがいる。

#### サタン教会系での左道の過激化と自己神格化
物議を醸したサタン教会の開祖アントン・ラヴェイ（1930年 - 1997年）は、最もわかりやすく有名な左道への転向者であり、「カウンターカルチャーのダークサイド」を代表する人物でもある。ラヴェイにとってサタン（悪魔）とは、地獄にいる想像上の存在ではなく、肉体的、官能的、性的、暴力的な衝動と欲望のすべてを備えた人間の象徴であり、肉体的欲望の道、世俗的な欲望と個人的満足の宗教としての左道の実践の具現化である。
こうした左道の理想は、サタン教会やその他の多くの分派に引き継がれた。左道の悪魔的バージョンの最も明確なものは、ラヴェイの娘ジーナ・シュレックとパートナーのニコラス・シュレックによる活動である。シュレック夫妻は2002年の著書『肉体の悪魔: 左道の性魔術完全ガイド（Demons of the Flesh: The Complete Guide to Left Hand Path Sex Magic）』は、左道の本質的なエリート主義と非民主性を強調するエヴォラの考えを反映しており、彼らの見解では、左道とは危険な儀式に従事できる少数の強者だけのためのものだとされている。シュレック夫妻は南アジアのヴァーマチャーラ・タントラの伝統に根ざそうとしているが、伝統をかなり改変しており、彼らの左道は何よりもセックス、エロティックな儀式、「性的高揚」を重視し、あらゆる社会的、宗教的タブーを明白に侵害することを求める。『肉体の悪魔』は、「セックスは力である」という原則を掲げ、「サドマゾヒズム、乱交、タブー破り、フェティシズム、オーガズムの持続、性的吸血鬼行為、神や悪魔の存在との儀式的性交、女性的悪魔性の覚醒」、および「エロティックな脱洗脳と脱条件付け」の秘密を明らかにすることを約束しており、宗教学者のヒュー・アーバンは、シュレック夫妻の左道は、南アジアのタントリズムの最も「ハードコア」な形態よりはるかに過激だと述べている。

#### アメリカのタントリズムとピエール・バーナード
宗教学者のロバート・C・フラーは、個の境界を揺るがせる性愛の力は、「アメリカのタントラ」と呼べる歴史的伝統の中核を形成しており、これは約1世紀半にわたりアメリカ文化に存続してきた「性ヨーガ（タントリック・セックス）」の緩やかなつながりの系譜であると述べている。
アメリカのタントリズムの初期の人物には、霊的実践を性魔術の体系に統合した最初のアメリカ人の一人で、自由黒人のパスカル・ビヴァリー・ランドルフや、タントリズムやヨーガを教えたアメリカ人ヨーガ行者でオカルティストのピエール・バーナード（1875年 - 1955年）がいる。
ピエール・バーナードは、アメリカにおいて、タントリズムの現代的再解釈でおそらく最も重要な人物で、アメリカにおけるヨーガの創始者と讃えられることもある。彼の経歴は曖昧だが、アメリカで生まれ、ネブラスカ州にいた10代の頃、カルカッタ出身の若いシリア系インド人と親しくなり、2人はオカルトに興味を持ち、バーナードは彼の弟子になってヨーガとヴァーマチャラ・タントラの基礎を学び、西海岸を旅してヨーガとアメリカ風の新しい形のタントリズムを教えた。1906年にピエール・バーナードという名前でアメリカに独自のタントリズム教団「タントラ兄弟団（Tantrik Brotherhood）」を設立しサンフランシスコ地震の後ニューヨーク市に拠点を移し「東洋の聖域（Oriental Sanctum）」バーナードの教団は、おそらく米国で最初のネオタントラのグループであり、作曲家のレオポルド・ストコフスキーや鉄道王のヴァンダービルト家の人々といった著名人・富裕層の一部を魅了した。バーナードはテオドール・ロイスやアレイスター・クロウリー等のヨーロッパの同時代人と同様に、性欲こそが人間の本性における最も根本的で強力な衝動であり、個人および社会の変革の鍵であるとみなし、愛と性の力を認め、その衝動を霊的・精神的開放の手段とするタントリズムは特別な宗教的技法だと考えていた。ニューヨークのマスコミで激しいゴシップとスキャンダルの的となり、大衆メディアで「愛のグル（Loving Guru）」と呼ばれ、東洋の音楽と女性の（快感の）叫び声が聞こえるタントラ・セッションで悪名高く、周辺住民は男女のいかがわしい有様を窓から見聞きしたと述べており、地元の評判は悪かった。
彼のアメリカ独自の実践の影響は大きく、20世紀・21世紀のタントリズムの大部分の再定義に寄与した。1996年にニューエイジの教祖ニック・ダグラスはバーナードのグループを引き継いでタントリズムの教団を創始し、バーナードのタントリズム文書の「かなり性差別的で、難解で時代遅れ」な言葉遣いを一部修正し「ニューエイジ」に向けてタントリズムの秘密を提供した。

#### 亡命チベット仏教僧による欧米の大衆への布教
タントリズムが濃いインド後期密教はチベットに伝わり、インドで仏教が滅亡したのに対し、チベット仏教としてチベットで隆盛した。近現代のチベットは厳しい鎖国、特に西洋に対して門戸を閉じていたが、1959年のチベットの政治的激変（1959年のチベット蜂起）によりダライ・ラマ14世テンジン・ギャツォと多くの人々が亡命、チベット仏教はこれまでの保守主義を続けることが不可能になった。ダライ・ラマ14世や高僧たちは亡命先で、寺院・信者・施主・檀家という宗教活動と生活の基盤全てを一度失い、チベット仏教の伝統や思想の革新の必要性、西洋社会におけるチベット仏教、特に後期密教の部分の誤解を解き理解を深める必要性等から、理解できるレベルで一般大衆に解説するようになっていった。密教とは「秘密仏教」「秘密教」の略称で、本来密教の教えと修行は、厚い信仰を持つ長く修行を重ねたごく少数の学僧と修行者以外には秘されており、未熟な者や信仰を持たない者には教えを説いてはならないが、ダライ・ラマ14世や高僧たちは、迷いながらも密教の伝統を徐々に崩していったのである。
1960年代後半・70年代には西欧の若者たちが自国の政策や社会制度に疑問を持ち、アジアの精神性、スピリチュアリティ、神秘主義に興味を持ち、俗にいうヒッピーとなり、アジア諸国を放浪し、「神秘」「秘境の国」というイメージのあるチベット密教とその高僧たちと出会い、これが厳しい状況にあったチベット仏教にとって西欧社会・近代社会へのアピール・啓蒙・布教のチャンスとなった。ダライ・ラマ14世や高僧たちは、多くの一般大衆に灌頂を授ける際にインド後期密教の時輪教（カーラチャクラ）の教えを選んでおり、高松宏寶によると、時輪教の教えは、釈迦がシャンバラの王スチャンドラの願いに応え、多くの人々とその社会の平和と安定のために説いたと伝えられているため、あまり厳しい条件を付けなくても、世界平和を願うためであれば、チベット仏教に興味関心のある一般大衆に灌頂を執り行っても教えに反しないだろうと解釈されているようであり、ダライ・ラマ14世は世界平和への方便（ウパーヤ）と語っていた。
ニューズウィークのケネス・ウッドワードの1999年のインタビューによると、ダライ・ラマ14世は、チベット仏教を信奉する欧米人の多くは瞑想を修行としてとらえていないが、瞑想は煩悩を捨てて心を整え悟りを開くことを目指した修行であると批判的にコメントをしている。また、自身が道徳的な問題に寛大な姿勢を取ってきたために、ニューエイジかぶれの欧米人の教祖的存在に仕立てられてきたと考えている。

#### 心理療法と代替医療における身体ムーブメントとエサレン研究所
アメリカのタントリズムの発展におけるもう一つの重要な段階は、心理療法と代替医療における「身体ムーブメント」で、心理学者のヴィルヘルム・ライヒ (1897年 - 1957年）が最も重要な人物である。彼は、身体に潜む性的エネルギーを「発見」してオルゴン・エネルギーと呼び、これは脊柱に沿って流れ、（トラウマによる強張りで生じた）「身体の鎧」の7つの部分である「リング」が脊柱に沿って存在すると考えた。宗教学者のジェフリー・クリパルが指摘しているように、彼のシステムはアジアのタントリズムの主要な教義を要約したものとなっている。
ニューエイジの中心の一つであるエサレン研究所（1962年設立）は、スタンフォード大学の卒業生マイケル・マーフィーとリチャード・プライスが人類の進化を促進するために設立したもので、多くの心理学者や宗教の教師が教え、ボディワークやマッサージが行われた。ヨーガやアジアの霊的実践のクラスが毎週設けられ、現在アメリカのタントリズムの伝統を構成する多くの教えや実践を後押しした。
エサレンでは様々な著名人が教え、全員が性愛が霊的変容の鍵であるという考えを称賛したわけではないが、何らかの形で次のような霊的ビジョンの発展と普及に貢献した。
1. 正統的な聖書の伝統から外れ、自らを新しく啓示されたもの、大胆で反抗的なものとして表現する。
2. 肉体に対して肯定的な態度を取り、聖書の宗教の潔癖な傾向を非難する。
3. 悟りに至るために、過激で逸脱した方法の使用を提唱し、時にアルコール、幻覚剤、性交の儀式的利用（英語版）など、物議を醸すアンチノミアニズム（英語版）（反律法主義・無律法主義）的な実践を行う。
4. 肉体を小宇宙として理解し、宇宙全体または大宇宙のすべての力やエネルギーを模倣する。
5. 神秘的生理学の「微細身（英語版）（サトル・ボディ）」と「微細なエネルギー（サトル・エネルギー）」の存在を肯定する。[63]

このようにエサレン研究所は、アメリカの代替的霊性のタントリズム的要素の情報センターとして、非常に重要な役割を果たしたが、ヌード・セラピーやセックス・セラピーが提供されることはなかった。
エサレン研究所の初期の貢献者の一人アラン・ワッツは、1971年に、タントリズムの基本原理を解説する『Erotic Spirituality（エロティック・スピリチュアリティ）』を出版した。彼の解説では、タントリズムは標準的なヨーガのほぼオーソドックスな発展形とされ、ヨーガの実際の訓練は、一時的な精神の停止をもたらす様々な方便（ウパーヤ）で構成されており、エロティックな緊張と性的なオーガズムは、昔ながらの方便の中で最も効果的であると説明した。セックスは我々を非言語的な次元の経験に導き、個人的なエゴの世界を超えて、愛の広大な空（くう、Śūnyatā）へと導いてくれるのだという。
また、チベット学者のジェフリー・ホプキンスは『Sex, Orgasm, and the Mind of Clear Light（セックス、オーガズム、そして澄んだ光の心）』を出版し、本書は人気を博した。性的な神秘主義がいかにアメリカ人の代替的な霊的修養の探求に浸透したかが明らかにされており、その主なメッセージは、（キリスト教の原罪と対照的に）ヒンドゥー教と仏教の伝統はどちらも、人間の心の本質は「澄んだ光（光明）」であり、明るく智恵に満ちている（自性清浄）と主張しているということである。オーガズムの快楽は、異性愛であれ同性愛であれ、粗大な意識レベル（通常の自我意識）の停止を伴い、それにより心のより微細なレベルが顕れるとし、オーガスムは私たちの本質を明らかにするもので、性ヨーガの目的は、目に見えるものの奥にある至福と空（くう）という根本的現実を明らかにすることであると述べている。

#### オショー・ラジニーシ運動
ヒュー・アーバンは、現代のタントリズムの世界的普及で最も大きな役割を果たしたのは、バグワン・シュリ・ラジニーシ、晩年にはオショー（1931年 - 1990年）として知られた物議を醸したインド人グルであると評している。彼は今日、1980年代にオレゴン州中部に大規模で短期間ながら非常に成功したユートピア共同体を設立し世界的な注目を集めた「ロールスロイスのグル」「お金持ちグル」「セックス・グル」として知られている。アーバンは、「Netflixの最近のドキュメンタリーシリーズ『ワイルド・ワイルド・カントリー』に見られるように、このユートピア的な実験はすぐに軌道を外れ、米国史上最大のバイオテロ攻撃（ラジニーシ教団によるバイオテロ事件）や最大規模の移民詐欺、盗聴陰謀等の一連の犯罪行為に終わった」が、ラジニーシ運動は「そのさもしく時にシュールな歴史にもかかわらず、世界的な文脈におけるタントリズムの現代的な発展と変容を理解する上でも極めて重要である」と述べている。ラジニーシはカリフォルニアのエサレン研究所などのニューエイジ・センターで広まっていたアメリカ風のタントリズムと性的解放の理想に強く影響を受け、ヒンドゥー教と仏教のタントリズムの側面をアメリカのニューエイジ運動にあった現代の心理学、精神分析理論と技法と統合し、「ネオタントラ」という語を作った。ネオタントラは、伝統的な南アジアのタントリズムを再定義し、性愛と性的快楽、オーガズムの原始的な力を究極の神性の源、一種の「超意識」に変えることに主に焦点を当てたものであった。その性愛の理解とタントリズムの再定義は、ポスト・フロイト派の精神分析家ヴィルヘルム・ライヒの研究に大きく依拠しており、クンダリニーは肉体に潜在する一種の原始的な性的エネルギーであるというラジニーシの考えは、肉体を巡る生来の性的パワーであるオルゴン・エネルギーというライヒの概念と非常に似ている。また、ライヒと同様に、性的抑圧を社会的、政治的抑圧と明確に結び付け、したがって性的解放を社会的、政治的変革の究極の源泉と見なしており、ライヒのことを、東洋の源泉とは独立してタントラ・セックスの秘密を発見した一種の西洋のタントリカだと認識していた。
彼は無礼なユーモアと、ガンディー、ネルー、マザー・テレサなどの宗教的指導者・政治的指導者に対するアイコノクラスティック（偶像破壊的）な攻撃で知られ、「インドで最も危険なグル」として悪名高くなり、インドのアーシュラムには欧米の若者が集まった。ここでヒューマン・ポテンシャル運動のセラピスト達に実験的な試みを行わせ、「東洋のエサレン」として知られ、一時期エサレン研究所と活発に交流した。
アーバンは、ラジニーシの哲学は因習を打破しようとするものだが、折衷的で、しばしば矛盾しているように見えると評し、その核心にあるのは、「ゾルバ・ザ・ブッダ」の理想であると述べている。ラジニーシは、他の宗教が物質的なものと霊的なものを分離しようとするのに対し、完全に悟りを開いた存在は、『その男ゾルバ』の主人公のギリシャ人ゾルバの感覚的な享受と生への欲望と、仏陀の精神性と超越的な洞察力とを併せ持つと主張した。
ラジニーシは活動の当初から既成のイデオロギーを覆し、それまでのあらゆる考え方を再定義しようとし、その運動はあらゆる伝統の教条主義を否定する「無宗教の宗教」と呼ばれた。彼の信奉者たちは、「官能的な快楽や世俗的な欲望の追求を放棄する必要がある」という考え「のみ」を放棄（サンニヤーサ）した「ネオ・サンニヤーシン」と呼ばれ、彼が教えた瞑想は、原始的な叫び声や自由な形態のダンスを伴う動的なセッションだった。
1960年代から1970年代にかけて、タントリズムはカウンターカルチャーと性革命の重要な部分となり、 ラジニーシ等の有名なグルが「ネオタントラ」の実践を推進し始め、ニューエイジと自己啓発運動の中で広まった。バーナードのような西洋のタントリズム指導者やラジニーシのようなインドのグルはどちらも、セックスと瞑想を融合したエキゾチックで興奮させられる慣習という西洋人的なタントリズムのイメージに賛同している。東洋と西洋を複雑に融合させたラジニーシのネオタントラは、1970年代以降、ヨーロッパとアメリカで人気のある性ヨーガのほぼすべてに多大な影響を与えている。
現代のタントリズムはニューエイジと自己啓発運動の中で広まり、ネオタントラのセンターの設立者、現在活動しているタントリズムの指導者は、マーゴ・アーナンダ等ラジニーシの弟子が多い。ネオタントラは現在、主に「スピリチュアルな性科学」の一種と考えられている。ハワイでアート・オブ・ビーイング（The Art of Being）を運営するアラン・ローウェン（Alan Lowen）もタントリズムの指導者としてよく知られている。人気のある書籍の多くがラジニーシの直接的な影響を認めているだけでなく、マーゴ・アーナンダの『The Art of Sexual Ecstasy（性的エクスタシーの技法）』（1990年）、訓練を受けたライヒ派セラピストのアニーシャ・ディロン『Tantric Pulsation（タントラの鼓動）』（2005年）等の弟子の作品が多大な影響力を持つベストセラー作品となっている。また、タントリズムとヨーガに関する彼自身の書籍やDVDも世界中で売れ続けている。

#### 広まりと消費文化
ニューエイジは一般的に「自己の祝福と近代性の神聖化」を特徴とするが、「ネオタントラ」や「アメリカン・タントラ」とも呼ばれる現代のタントリズムは、そのわかりやすい一例となっている。ネオタントラでは、男女の親密な交わりが霊性の発達に必要であると主張され、男女の関係を向上を目指す。
アラン・ワッツやジェフリー・ホプキンスは、幅広い学問的背景を活かしてタントリズムと霊的なセックスにアプローチしたが、一般読者の多くは大雑把に折衷的（シンクレティズム）であり、スーフィーダンス、太極拳、ネイティブ・アメリカンの伝承、自己啓発（セルフヘルプ）の俗流心理学、西洋のオカルティズムなどの他のニューエイジの関心事とタントリズムを混ぜ合わせている。近現代のアメリカのタントリズムの伝統は、ヒュー・アーバンが言うように、「東洋と西洋、古代と現代の糸が交差し、学術的および一般的な想像力の複雑な異文化相互作用によって織り上げられ、それぞれの時代において新しく創造的に再構築された、密に絡み合った網の目のようなもの」となっている。
近代化、グローバリゼーション、消費資本主義の文脈によって、タントリズムの表現、一般的なイメージ、実践は、過去200年間で劇的に変化しており、タントリズムは現代の世界的な大衆文化のあらゆるところに見られる。1980年代から1990年代には、大衆化されたネオタントラは、ニューエイジ運動、もっと広く代替的霊性（スピリチュアル系）に広まり、無数の書籍、映像、官能的な商品を通じて大量に販売され、多くの点でニューエイジ・スピリチュアリティ全体の象徴となっている。これらは基本的にセックスありきのタントリズムという考えに基づいており、インドの古典『カーマ・スートラ』のエロティックなセックスの体位と、健康的な範囲での「セックスの喜び」との組み合わせである。こうしたタントリズムは自己実現と個人的な喜びへの究極の道として紹介され、「セックスによる涅槃」の技、「驚くほど素晴らしいセックス」の秘密とされ、タントリズムは「現代的な」実践であり、非常に個人主義的で、物質主義的で、即効性を必要とする我々のライフスタイルに適している等と宣伝され、その「秘密」はいたるところで簡単に知ることができる。
現代のタントリズム的スピリチュアリティは、軽薄な大衆化として批判されつつも、世界の多くの宗教にある女性、性、身体を蔑視、軽視、否定する考えに対抗し、肯定するスピリチュアリティを生み出し、普及させることに寄与しているとも評されている。修行に何年もの時間を費やす伝統的なタントリカからは、西洋のタントリズムは快楽主義・物質主義の実践の一部になってしまっており、お手軽に成就者になれるという考えを起こさせるもので、本来のタントリズムの方法論が歪められているという批判もある。一方、アジアの伝統的なタントリズムに対しては、男女の性の技法を扱わないことで衰退しているという批判もある（チベット仏教ゲルク派の開祖ツォンカパは、生身の女性（マハームドラー）との性ヨーガを否定し、性的な修行は修行者の霊的な力で女性パートナーを顕現させ行うよう求め、現在のチベット仏教では生身の女性を相手とする性ヨーガはほとんど行われないという。）
なお、現代の南アジアの大衆文化におけるタントリズムのイメージは、アメリカやヨーロッパの大衆文化におけるスピリチュアルで性的なイメージとは大きく異なり、タントリズムのテーマを扱ったボリウッド映画の大衆作品等では、ほぼ常に黒魔術、呪術、恐怖と同一視されて描かれている。西洋と南アジアで、タントリズムは共通の起源を持ちながらも、それぞれの文化的背景の中でかなり違った形に発展し、南アジアの伝統的なタントリズムのイメージが別々の方向に誇張されている。
インドの宗教の研究者スタネシュワール・ティマルシナは、タントリズムを性的逸脱と黒魔術の薄暗い汚らわしい宗教と捉える植民地時代の西洋の理解（誤解）は、伝統的にタントリズムを実践したインドの一部の人々とは対照的であり、西洋人はインドを「他者」とみて、インドのタントリカにとって神聖な伝統的な文化を盗み（文化の盗用）、商品化の対象にしてきたと指摘している。

#### 日本・オウム真理教
1970年代に「精神世界」への興味の高まりからタントリズムも紹介され、邪教と批判される際の見解そのままに評価を肯定的に反転させたかのような、「性的修行を行う現世肯定的な神秘主義」というイメージであったようである。
現代日本では、タントリズムはオウム真理教に利用された。オウム真理教は仏教修行を標榜したが、初期の修行は過剰な性的イメージや性器刺激を含むものであった。また初期には、教祖の麻原彰晃は「傲慢にならないために、他人に仏性・神性を認めて、学んで奉仕すべきである」「様々な生き物は、一つの生命体の中の細胞のような者で関係し合っている」「選民思想はだめだ」と語り、「魔境」について自戒の言葉を述べることもあったが、彼は「傲慢・魔境」の境に深入していった。哲学者・宗教学者の鎌田東二は、麻原彰晃は仏教タントリズムやヒンドゥー教的伝統などを自己流に理解して実践し、鈴木大拙の言う「魔王」の好む「性の力」を全面に取り込み、『偏差』（気の偏り・走火入魔）に満ちた「イニシエーション」の体系と階級を生み出したと評している。鎌田東二は、「身心変容技法という観点からオウム真理教を見た場合、そこでの身心変容をもたらす諸修行は多くの問題を孕んでおり、教祖麻原彰晃を含め、弟子の出家者・在家者の信者修行者のさまざまな『魔境』と『偏差』を生み出した。」と指摘している。
麻原彰晃が使った用語から、タントリズムの実践であるハタ・ヨーガを、ヒンディー語を経由した英語文献から学んだと考えられている。高島淳によると、オウム真理教には神秘体験と超能力（神通力）の素朴な追及が中心にあり、自己の本性についての理論的考察・反省が十分になく、サーンキヤ哲学風の真我論と仏教的な煩惱・無明の論理が無批判的に結合したことで、真我の本来の属性であるはずの「絶対自由」（意欲作用）を「無明」として滅していくという矛盾した修行体系となり、真の自己の成就を求めると言いながらも自己の滅却に帰結した。また、ハタ・ヨーガなど本来のインド的な考え方では、師は弟子の中に潜在する力を目覚めさせる手助けをするのみだが、オウム真理教では師から弟子への一方的な恩恵という風に変質している。
鎌田東二は、麻原彰晃による内的（精神的・心理的）暴力としての「性の力」の取り込みが、彼の「自我のインフレーション」や絶対支配の全能感、慢（自己肥大幻想）を促進し、自己神格化に至ったと述べている。麻原彰晃は、その絶対支配に敵対する人々を「ポア」と呼ぶ外的暴力で殺傷し排除していき、こうして「性の力」と「絶対権力」の行使が「霊的暴力」として顕在化した。彼を絶対的な権威者として戴く体制が多様な「イニシエーション」を装置として駆使し作り上げられ、その妄想的な思想と計画が実体化され実行された（地下鉄サリン事件）。

### 神秘的合一思想に内在する危険性
鎌田東二は、「密教や諸神秘主義が目指す『三密加持』や『天人合一』などの神秘的合一思想が共通して内在させている問題点や危険性」として、神秘的合一体験の査定（審神）、制御の問題を指摘している。大本などの神道系新宗教に多大な影響を与えた本田親徳や長澤雄楯らに始まる鎮魂帰神法は、神懸り（帰神）する「神主」とそれを目撃・制御・対面・対話・査定する「審神者」が対座して行なう憑霊的身心変容技法であるが、適切な審神、神懸りの制御・査定という深刻な問題が伴う。このように、神懸りや託宣などの身心変容、神秘的合一体験が適切に査定・制御されず、制御不可能な状態に陥れば、「身心変容技法」が内蔵するシンクロ能力（合一能力）の強化と拡大が、制御不可能な自我のインフレーションや自己肥大幻想、ニーチェが言う「ルサンチマン（怨恨感情）の屈折拡大」を生み出し、自他の破壊につながりかねないという。